# Red Raw and Sore
Red Raw and Sore – drugi minialbum formacji PIG, wydany w 1994 roku tylko na terenie Japonii, a w Stanach Zjednoczonych w 1999 roku w formie kompilacji The Swining / Red Raw & Sore.

## Lista utworów
1. "Red Raw and Sore" – 5:40
2. "Rope" (Keith LeBlanc Remix) – 4:32
3. "Blades" (Sascha KMFDM & Chris Shepard Remix) – 6:32
4. "The Fountain of Miracles" (Raymond Watts, Jon Caffery & Steve White Remix) – 6:35
5. "One Meatball" – 5:19